# Rol por correo electrónico
El rol por correo electrónico, rol por e-mail o rol por mail es una modalidad de juego de rol por correo en la que los jugadores comunican con el director de juego por correo electrónico.

## Descripción general
En el rol por correo electrónico prima la imaginación y la expresión de los sentimientos de los personajes en cada momento de la escena. Efectivamente el medio de comunicación de esta modalidad de juego de rol es bastante limitado. Por ejemplo un mes por correo electrónico se liquidaría en diez minutos jugando a un tradicional juego de rol de mesa.
La experiencia se suele otorgar cuando acaban un día y una noche completos, según el criterio de cada director de juego, aunque se suele premiar la buena interpretación por encima de los éxitos conseguidos (que en regla general son pocos en un solo día de juego).

## Sistema de juego
- El director de juego envía el primer turno a los jugadores después de que éstos hayan enviado su historia y su ficha.
- Los jugadores deberán responder señalando en el documento adjunto o en el mismo correo electrónico que se trata de la respuesta.
- Los jugadores deben tener la paciencia necesaria para esperar la respuesta del director de juego.
- Los jugadores deben también tener confianza en el director de juego, que es quien tira los dados.

### Sistema En Garde!
En 1975 fue publicado En Garde!, un sistema de juego especialmente diseñado para juegos de rol por correo, sea electrónico o postal.
Basado en turnos periódicos, este sistema minimiza la necesidad de interacción constante entre jugadores y normaliza el flujo de juego entre jugadores y director de juego.